# Mvomero (Distrikt)
Mvomero ist ein Distrikt der Region Morogoro in Tansania mit dem Verwaltungssitz in der Stadt Mvomero. Der Distrikt grenzt im Norden an die Region Tanga, im Nordosten an die Region Pwani, im Osten und im Süden an die Distrikte Morogoro (DC) und Morogoro (MC) und im Westen an die Distrikte Kilosa und Gairo.

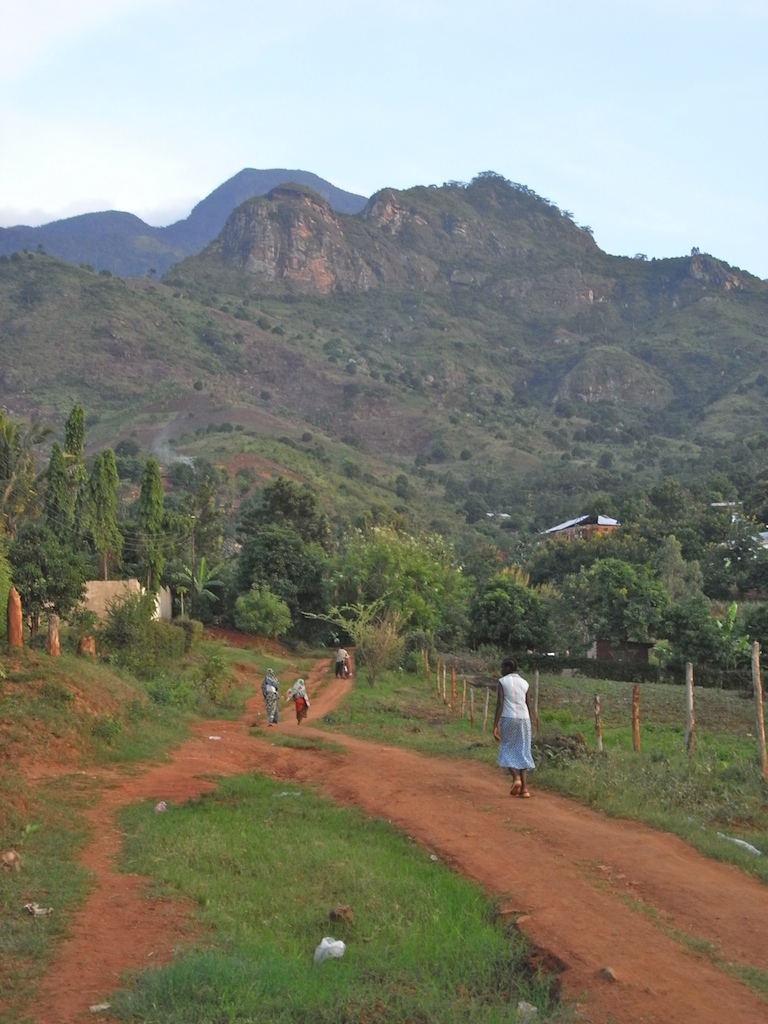
Das Uluguru-Gebirge.

## Geographie
Der Distrikt hat eine Fläche von 7325 Quadratkilometern und 421.741 Einwohner (Volkszählung 2022).
Den Nordwesten des Distriktes durchzieht das Nguru Gebirge, das bis zu 2100 Meter hoch ist. Daran schließt nach Süden ein von mehreren permanenten Flüssen durchflossenes flaches Land an. Die höheren Lagen von 600 bis 1200 Meter über dem Meer sind das beste Land für Ackerbau und Viehzucht, hier wachsen auch Miombe-Wälder. Tiefer liegen die Becken der Flüsse Mkata, Wami, Mgeta, Mlali, Divue, Diburuma, Mkindo und Mburumi. Im Südosten steigt das Land wieder an und erreicht in den Gipfeln des Uluguru-Gebirges 2600 Meter. Das Klima hängt stark von der Lage ab. In den flachen Gebieten ist es tropisch, Aw nach der effektiven Klimaklassifikation, in den höheren Lagen ist es kühl tropisch. Die Niederschläge variieren von 700 Millimeter im Tiefland bis zu 2300 Millimeter im Gebirge. Die trockenste Zeit ist von Juni bis September, wo kaum es kaum regnet. Die Temperaturen liegen zwischen 18 und 30 Grad Celsius und hängen stark von der Höhenlage ab.

## Geschichte
Der Distrikt Mvomero wurde am 2. August 2002 vom Distrikt Morogoro abgespalten. Der Name stammt vom Fluss Mvomero. Dieser wurde in der Sprache der Luguru „vomea“ bezeichnet. Das bedeutet „sinken“ und deutet darauf hin, dass man bei Hochwasser im sandigen Fluss versinken kann.

## Verwaltungsgliederung
Der Distrikt wird in vier Divisionen und 30 Bezirke (Wards) untergliedert:
| Mlali - Melela - Mangae - Mlali - Homboza - Mzumbe - Lubungo - Doma - Msongozi | Mgeta - Langali - Mgeta - Bunduki - Kikeo - Luale - Tchenzema - Nyandira | Mvomero - Mvomero - Dakawa - Hembeti - Mkindo - Pemba - Kibati - Maskati - Kinda | Turiani - Mhonda - Kweuma - Sungaji - Mtibwa - Diongoya - Kanga - Mziha |

| Die größten ethnischen Gruppen im Distrikt sind die Nguu, Zigua und die Luguru. Die Einwohnerzahl stieg von 259.347 im Jahr 2002 auf 312.109 im Jahr 2012. Dies entspricht einem jährlichen Wachstum von 1,9 Prozent. Bei der Volkszählung 2022 stieg die Bevölkerungszahl auf 421.741. Von den über Fünfjährigen sprachen sechzig Prozent ausschließlich Swahili und sieben Prozent Englisch und Swahili. Fast ein Drittel waren Analphabeten (Stand 2012). | Die zur Anzeige dieser Grafik verwendete Erweiterung wurde dauerhaft deaktiviert. Wir arbeiten aktuell daran, diese und weitere betroffene Grafiken auf ein neues Format umzustellen. (Mehr dazu) |

| Volkszählung | Einwohner |
| ------------ | --------- |
| 1988         | 204.345   |
| 2002         | 259.347   |
| 2012         | 312.109   |
| 2022         | 421.741   |

## Einrichtungen und Dienstleistungen
- Bildung: Für die schulische Bildung der Jugend sorgen 143 Grundschulen und 22 weiterführende Schulen (Stand 2019).[12]
- Gesundheit: Im Distrikt stehen drei Krankenhäuser, eines ist staatlich, eines privat und eines wird von der römisch-katholischen Kirche betrieben. Daneben gibt es vier Gesundheitszentren und 53 Apotheken.[13] Malaria ist nach wie vor eine häufige Krankheit. Besonders betroffen sind Kinder zwischen zehn und fünfzehn Jahren und Bewohner von Dörfern mit schattigen Wasserflächen.[14]
- Wasser: Im Jahr 2015 hatten 53 Prozent der Bevölkerung Zugang zu gereinigtem und sicherem Wasser.[13]

| Etwa drei Viertel der Bevölkerung im Alter über zehn Jahren sind in der Landwirtschaft beschäftigt, jeweils fünf Prozent im Bergbau und im Handel, sowie drei Prozent mit Fischen oder Jagen. - Landwirtschaft: Am häufigsten angebaut werden Mais, Hirse, Maniok, Süßkartoffeln und Bohnen, in den Flusstälern auch Reis, Zuckerrohr, Baumwolle und Gemüse. Von den 72.000 Haushalten beschäftigten sich im Jahr 2012 fast 58.000 auch mit Viehzucht. Überwiegend gehalten wurden Hühner, Rinder und Ziegen. - Bergbau: Es gibt zwar eine Reihe von Untersuchungen zu Lagerstätten, bisher wird der Bergbau jedoch nur von Kleinbetrieben durchgeführt. Abgebaut werden vor allem Gold und Eisen, auch Diamanten werden gefunden. - Eisenbahn: Quer durch den Distrikt verläuft die Tanganjikabahn, die von Daressalam nach Dodoma und weiter nach Westen über Tabora bis an den Tanganjikasee führt. | Die zur Anzeige dieser Grafik verwendete Erweiterung wurde dauerhaft deaktiviert. Wir arbeiten aktuell daran, diese und weitere betroffene Grafiken auf ein neues Format umzustellen. (Mehr dazu) |

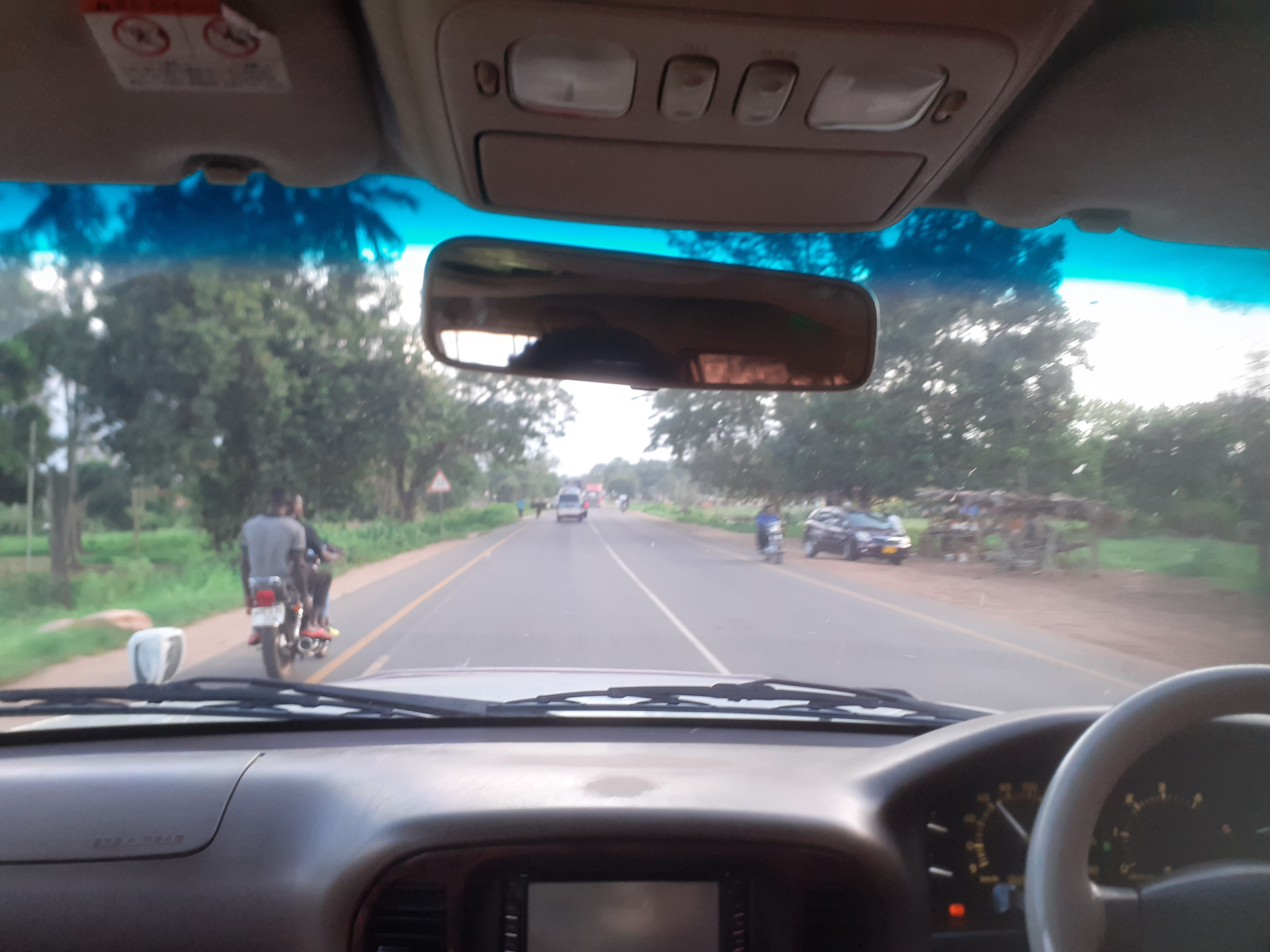
… dieselbe Stelle eine Woche später (in Gegenrichtung)

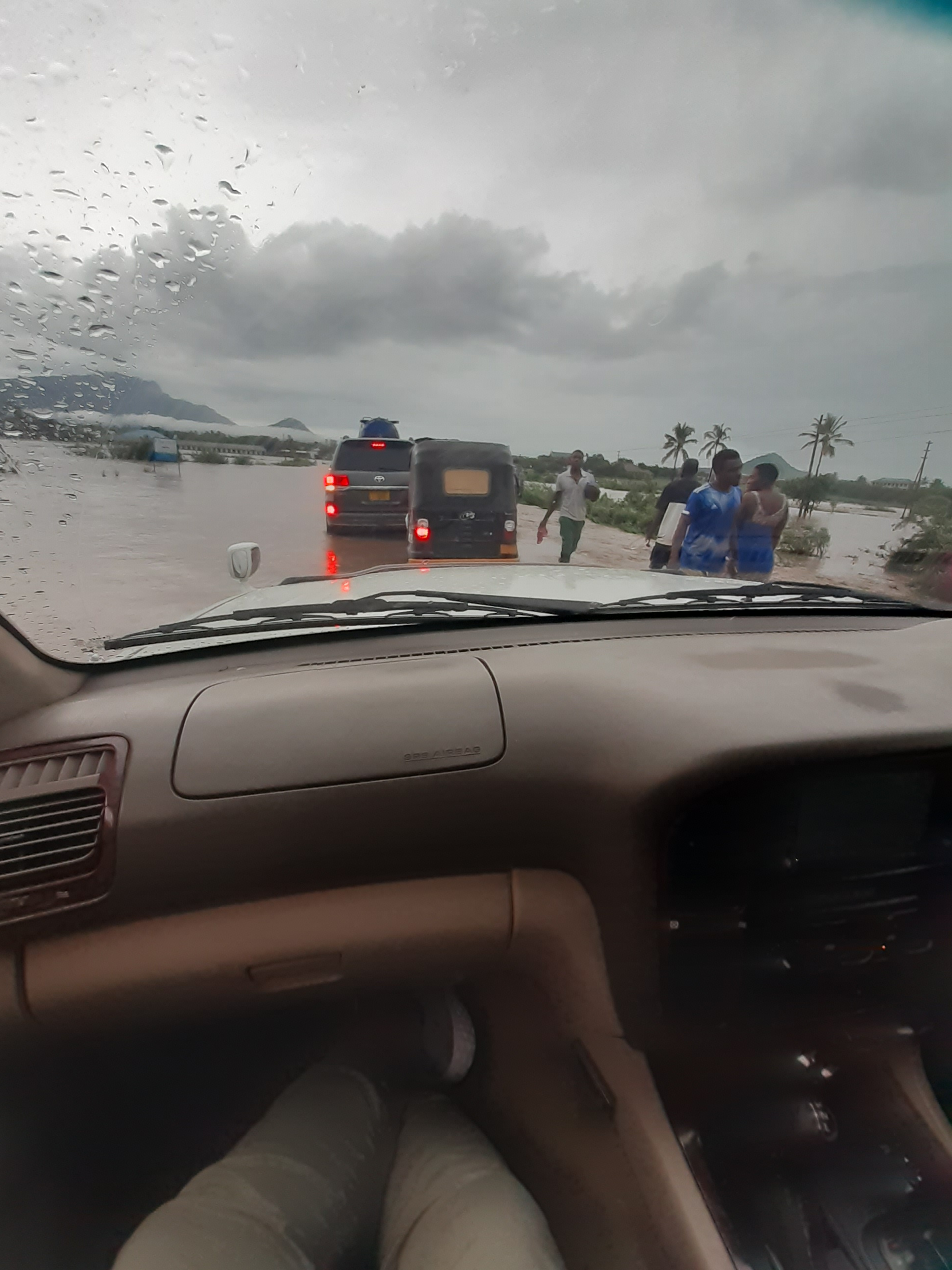
Überflutung auf der Straße B129 zwischen Morogoro und Dodoma

- Straßen: Der Distrikt wird von zwei Nationalstraßen durchquert, der T1 von Daressalam über Morogoro nach Iringa und der T3 / B129 von Morogoro nach Dodoma. Daneben gibt es 230 Kilometer Regionalstraßen, die in gutem Zustand sind, 60 Kilometer Distriktstraßen und 215 Kilometer Zubringerstraßen.[19]

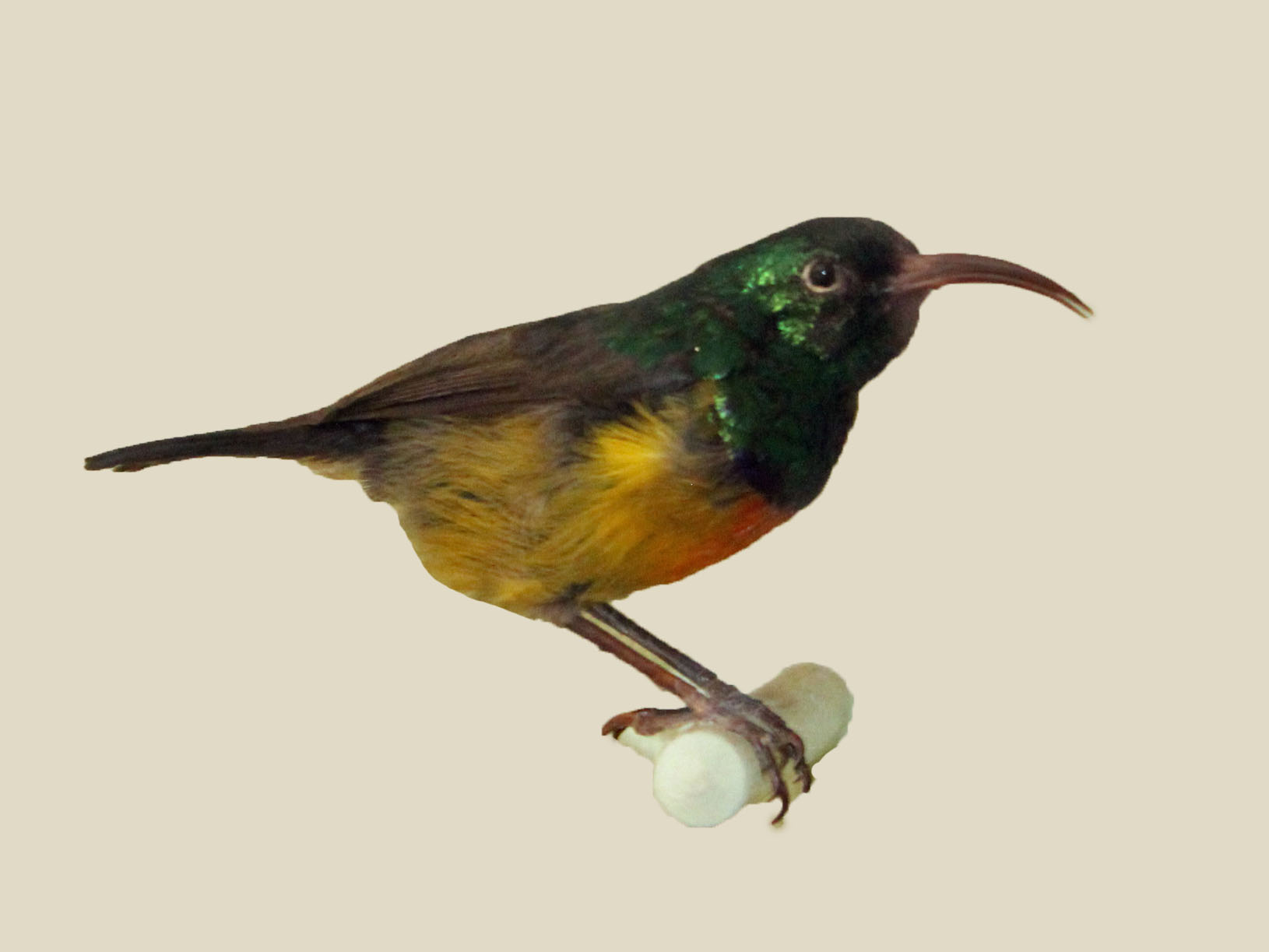
Orangebauch-Nektarvogel (Cinnyris loveridgei).

## Sehenswürdigkeiten
- Mikumi-Nationalpark: Die südliche Hälfte des Distriktes liegt im insgesamt 3230 Quadratkilometer großen Mikumi-Nationalpark.[20] Er bietet nicht nur die „großen Fünf“, nämlich Gepard, Löwe, Elephant, Büffel und Nashorn, sondern auch große Herden von Zebras, Gnus, Impala und Büffel, sowie über 400 Vogelarten.[21]
- Uluguru-Bergwald: Der Uluguru-Bergwald ist wegen seiner Artenvielfalt bekannt. Hier leben zwei endemisch vorkommenden Vögel, der Uluguru-Buschwürger (Malconotus alius) und der Orangebauch-Nektarvogel (Cinnyris loveridgei), sowie zahlreiche Reptilien und Amphibien, manche von ihnen ebenfalls endemisch vorkommend.[22]